# Fatima Siad
Fatima Siad (ur. 17 grudnia 1986 w Mogadiszu) – somalijska modelka pochodzenia etiopskiego.
Jej matka jest somalijką, natomiast ojciec jest etiopczykiem. Mając 13 lat wraz z matką wyemigrowała z Somalii do Stanów Zjednoczonych.
W 2008 roku wzięła udział w amerykańskiej edycji programu Next Top Model. Jeszcze tego samego roku zadebiutowała na wybiegach Los Angeles. W 2009 roku przenosiła się do Paryża i Nowego Jorku. Na wybiegach prezentowała kolekcje takich projektantów jak: Gemma Kahng, Band of Outsiders, Betsey Johnson, Michael Angel, Staerk, Dries van Noten, Moncler Gamme Rouge, Thierry Colson. Podczas pokazów Haute Couture w Paryżu prezentowała kolekcje Alexandre Vauthier i Didit Hediprasetyo. Wzięła udział w kampaniach reklamowych: Arbonne, Avon, Covergirl i Hervé Léger.